# Jakapil
Jakapil (Puelcheanisch Schildträger) ist eine Gattung basaler thyreophorer Dinosaurier aus der Candeleros-Formation in Argentinien. Die Typusart ist Jakapil kaniukura.

## Fund und Namensgebung
Der Holotyp, MPCA-PV-630, ist ein Teilskelett mit mehreren Osteodermen und einem vollständigen Unterkiefer. Diese wurden 2012 auf einem Grundstück der Familie Mariluan entdeckt und zwischen 2014 und 2019/2020 ausgegraben. Die Funde wurden von L. Pazo und J. Kaluza vorbereitet. Der generische Name, „Jakapil“, ist von „Ja-Kapil“ (phonetisch ja-kah-pil) abgeleitet, einem Peulche-Wort, das „Schildträger“ bedeutet. Dies ist auch die wörtliche Bedeutung des Namens der Klade Thyreophora.
Das spezifische Epitheton kaniu (Kamm) und kura (Stein), bezieht sich auf den diagnostischen ventralen Kamm des Unterkiefers und bedeutet in der Sprache der Mapudungun „Kammstein“. Diese Sprachen, die derzeit von mehr als 200.000 Menschen gesprochen werden, wurden als Tribut an die beiden nebeneinander lebenden einheimischen Bevölkerungen im Norden Patagoniens in Südamerika kombiniert.

## Klassifizierung
Aufgrund einer Kombination von Merkmalen, die bei basalen Ornithischia, Thyreophora und Ankylosauriern zu finden sind, wurde Jakapil in einer phylogenetischen Analyse nach den meisten Datenmatrizen als basaler Thyreophora – außerhalb der Gattung Eurypoda eingeordnet. Riguetti et al. (2022) schlagen vor, dass Jakapil ein Mitglied einer bisher unbekannten Thyreophoren-Klade darstellt. Diese Gruppe könnte sich während des Sinemuriums von den übrigen Thyreophoren getrennt haben. Ihre Entdeckung in der späten Kreidezeit deutet auf die Existenz einer langen basalen thyreophoren Geisterlinie hin.
|          | Jakapil                                                      |
|          |                                                              |
| Eurypoda | \| \| Stegosauria \| \| \| \| \| \| Ankylosauria \| \| \| \| |
|          | \| \| Stegosauria \| \| \| \| \| \| Ankylosauria \| \| \| \| |
|          | Stegosauria                                                  |
|          |                                                              |
|          | Ankylosauria                                                 |
|          |                                                              |

|  | Stegosauria  |
|  |              |
|  | Ankylosauria |
|  |              |

|          | Jakapil                                                      |
|          |                                                              |
| Eurypoda | \| \| Stegosauria \| \| \| \| \| \| Ankylosauria \| \| \| \| |
|          | \| \| Stegosauria \| \| \| \| \| \| Ankylosauria \| \| \| \| |
|          | Stegosauria                                                  |
|          |                                                              |
|          | Ankylosauria                                                 |
|          |                                                              |

|  | Stegosauria  |
|  |              |
|  | Ankylosauria |
|  |              |

|          | Jakapil                                                      |
|          |                                                              |
| Eurypoda | \| \| Stegosauria \| \| \| \| \| \| Ankylosauria \| \| \| \| |
|          | \| \| Stegosauria \| \| \| \| \| \| Ankylosauria \| \| \| \| |
|          | Stegosauria                                                  |
|          |                                                              |
|          | Ankylosauria                                                 |
|          |                                                              |

|  | Stegosauria  |
|  |              |
|  | Ankylosauria |
|  |              |

|          | Jakapil                                                      |
|          |                                                              |
| Eurypoda | \| \| Stegosauria \| \| \| \| \| \| Ankylosauria \| \| \| \| |
|          | \| \| Stegosauria \| \| \| \| \| \| Ankylosauria \| \| \| \| |
|          | Stegosauria                                                  |
|          |                                                              |
|          | Ankylosauria                                                 |
|          |                                                              |

|  | Stegosauria  |
|  |              |
|  | Ankylosauria |
|  |              |

Der Status von Jakapil als Thyreophora ist von einigen Forschern angezweifelt worden; in einer Studie über die phylogenetischen Beziehungen der Thyreophora wurde festgestellt, dass das einzige Thyreophora-Merkmal, das es besaß, der Hautpanzer war, während es Merkmale aufwies, die bei keinem anderen Thyreophora vorhanden waren. Der Zwischenkieferknochen (Prämaxillare) von Jakapil war zahnlos, ein Merkmal, das bei keinem Thyreophora bekannt ist, während die Form und Tiefe des Unterkiefers eher denen der basalen Neoceratopsia ähnelt. Außerdem weisen die Zähne von Jakapil eine Morphologie auf, die sich von allen anderen Ornithischia unterscheidet. Daher kam die Studie zu dem Schluss, dass Jakapil höchstwahrscheinlich ein gepanzerter Marginocephalia oder ein Mitglied einer noch unbekannten Linie von nicht thyreophoren Ornithischia ist.

## Fortbewegung und Größe

Größe von Jakapil im Vergleich zu einem Menschen

Die Gesamtabmessungen der Gliedmaßen und die Schätzungen (mit Vordergliedmaßen und Fortsatz an der Elle (Olekranon)), beide reduziert und die anatomischen Ähnlichkeiten der Oberschenkel zu den basalen Ornithischia und Thyreophora (z. B. große Trochanter), weisen insgesamt auf eine bipedale Haltung des Exemplars hin. Allerdings ist bei der Unvollständigkeit der Überreste jedoch Vorsicht geboten, um die Haltung von Jakapil zu bestimmen. Um die Szenerie noch komplexer zu machen, hat Jakapil noch quadrupedale Merkmale wie einen wahrscheinlichen anterolateralen Fortsatz an der Elle und kräftige Mittelhandknochen. Für einen genauen quantitativen Vergleich mit anderen Taxa und zur Klärung seiner Stellung ist vollständigeres Material erforderlich. Der subadulte Holotyp war schätzungsweise weniger als 1,5 m lang und hatte ein Gewicht von 4,5 bis 7 kg.

## Fundorte

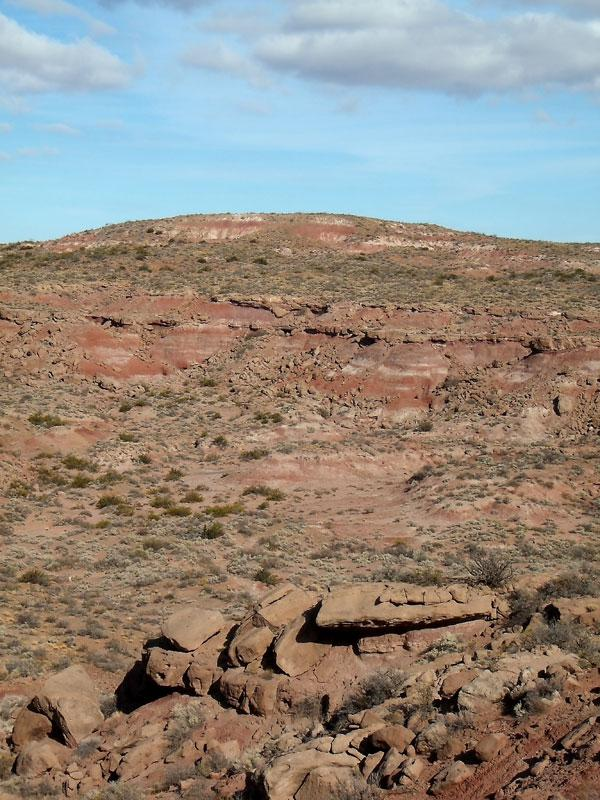
Candeleros-Formation bei Cerro El Vagon, Neuquen, Argentinien

Die Überreste wurden nahe Cerro Policía innerhalb der Fundstelle La Buitrera Paleontological Area (kurz LBPA) in der Nähe des Staudamms Ezequiel-Ramos-Mexía-Stausee, in Nordpatagonien in der Provinz Río Negro, Argentinien gefunden. Die meisten Fossilien wurden zwischen Wanderdünenschichten gefunden. Das neue Exemplar wurde als enger Verband von Elementen in einem kleinen Bereich (ca. 1,5 m × 1 m) gefunden, isoliert von allen anderen Individuen, wie es in der Candeleros-Formation in der LBPA üblich ist. Die Überreste wurden disartikuliert gefunden, und mit einer leichten Südwest-Nordost-Ausrichtung aufgrund von Dünentransport. LBPA umfasst einige wenige Fundorte wie La Buitrera, Cerro Policía, La Escondida und El Pueblito.

## Paläoökologie
Die Candeleros-Formation wird als eine alte Wüste interpretiert, die als Kokorkom-Wüste bekannt ist, mit einigen Oasen in ihr, und ihre Fossilien repräsentieren eine Faunengruppe, die typisch für die Ökosysteme der mittleren Kreidezeit in den westlichen Überresten von Gondwana ist. Weitere Tiere aus dieser Formation sind die Rhynchocephalia Tika und Priosphenodon, die Schlange Najash, das Säugetier Cronopio dentiacutus, die Theropoden Alnashetri, Buitreraptor, Ekrixinatosaurus und Giganotosaurus sowie die Sauropoden Andesaurus und Limaysaurus.

## Paläobiologie

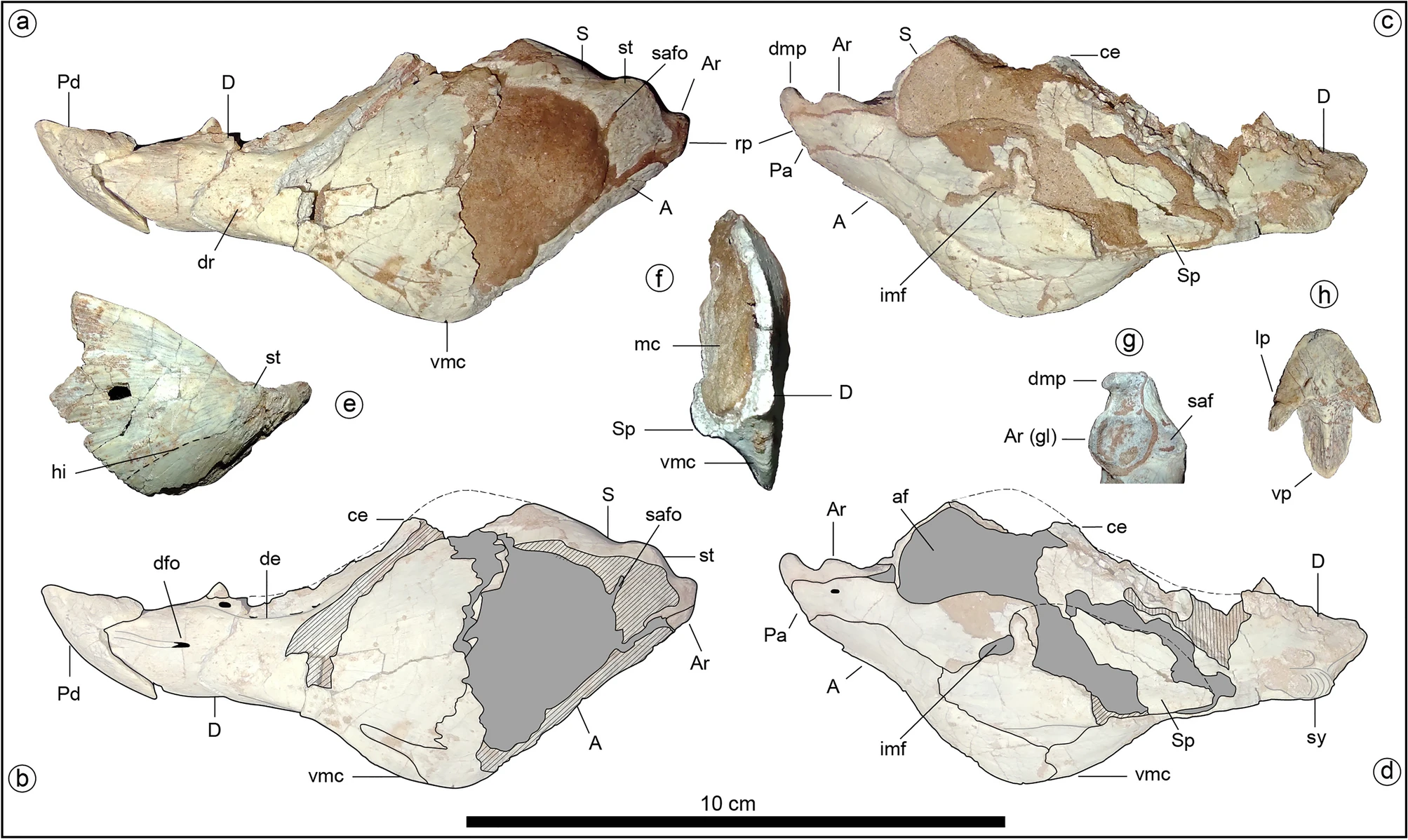
Jakapil Holotypus Unterkiefer

In Anbetracht der geraden, schmalen Schnauze vermuten Riguetti et al. (2022), dass Jakapil seine Zähne und Kiefer nicht zum Schneiden von Blättern benutzte, sondern stattdessen wahrscheinlich zähes Pflanzenmaterial durch Kauen verarbeitete, was durch die starke Abnutzung der Zähne belegt wird.